# Nico van Zoghel
Nico van Zoghel (Soest, 22 mei 1943) is een Nederlands voormalig voetballer en voetbaltrainer.

## Spelersloopbaan
Van Zoghel was doelman en begon zijn loopbaan in 1960 bij VV DOS. Met het Utrecht XI speelde hij in 1962 ook om de Jaarbeursstedenbeker. In 1964 ging hij voor ruim 100.000 gulden naar Go Ahead. Daar was Van Zoghel jaren onomstreden de eerste doelman en zat in 1968 ook driemaal op de bank bij wedstrijden van het Nederlands elftal. Met de komst van trainer Barry Hughes in 1970 werd zijn positie steeds moeilijker. De club wilde hem verkopen maar vroeg te veel. Hughes passeerde hem direct voor de nieuwe Engelse doelman Colin Withers die na een seizoen vertrok. Hierna werd Van Zoghel weer eerste doelman maar de verhouding met Hughes bleef moeizaam. Na enkele fouten werd hij in het seizoen 1972/73 gepasseerd voor Hennie Spijkerman. De club wilde van hem af en medio 1973 werd hij verhuurd aan HVC dat als SC Amersfoort ging spelen. De club nam hem niet over en terug bij Go Ahead kwam hij niet meer aan bod. 
In november 1974 werd hij voor 3.500 gulden overgenomen door De Graafschap met een contract tot het einde van het seizoen. Hierna werd zijn contract verlengd tot medio 1977 en Van Zoghel werkte daarnaast als tennisleraar. In januari 1978 keerde hij op huurbasis terug bij Go Ahead Eagles in een ruil met Hans Salfischberger. en medio 1978 werd hij definitief overgenomen. In augustus 1978 scoorde Van Zoghel in blessuretijd de gelijkmaker tegen FC Haarlem. In de herfst van 1978 werd hij vanwege een blessure in twee periodes vervangen door Jaap Bloem, reservedoelman van FC Volendam die kort gehuurd werd. Medio 1979 werd zijn contract niet verlengd en eindigde zijn loopbaan.
Van Zoghel is met zeven doelpunten de keeper die de meeste doelpunten in de Eredivisie gemaakt heeft en scoorde daarnaast tweemaal in de Eerste divisie.

## Interlandloopbaan
Met het Nederlands voetbalelftal onder 18 nam hij deel aan het Europees kampioenschap voetbal onder 18 - 1961.
Hij speelde voor Jong Oranje, het Nederlands B-voetbalelftal en het Nederlands militair voetbalelftal. Van Zoghel werd ook geselecteerd voor het Nederlands voetbalelftal waarvoor hij echter nooit in actie kwam. In 1962 zat hij voor het eerst op de bank tegen Noord-Ierland. En zes jaar later zat hij op de bank tijdens twee vriendschappelijke tegen Schotland en Roemenië en als laatste in oktober 1968 bij een wk-kwalificatiewedstrijd tegen Bulgarije.

## Trainersloopbaan
Van Zoghel werd trainer en was van 1985 tot 1988 coach van Go Ahead Eagles. In 1992 werd hij gedurende het seizoen trainer van SVV/Dordrecht'90 maar kon de degradatie uit de eredivisie niet voorkomen. Met de weer in Dordrecht'90 gewijzigde ploeg promoveerde hij weer na het kampioenschap in de eerste divisie in 1994. Hij was keeperstrainer bij De Graafschap en SBV Vitesse en assistent-trainer bij NAC onder Ton Lokhoff. In het seizoen 2007/08 was hij trainer van DVC'26.